# Villa Blumenthal

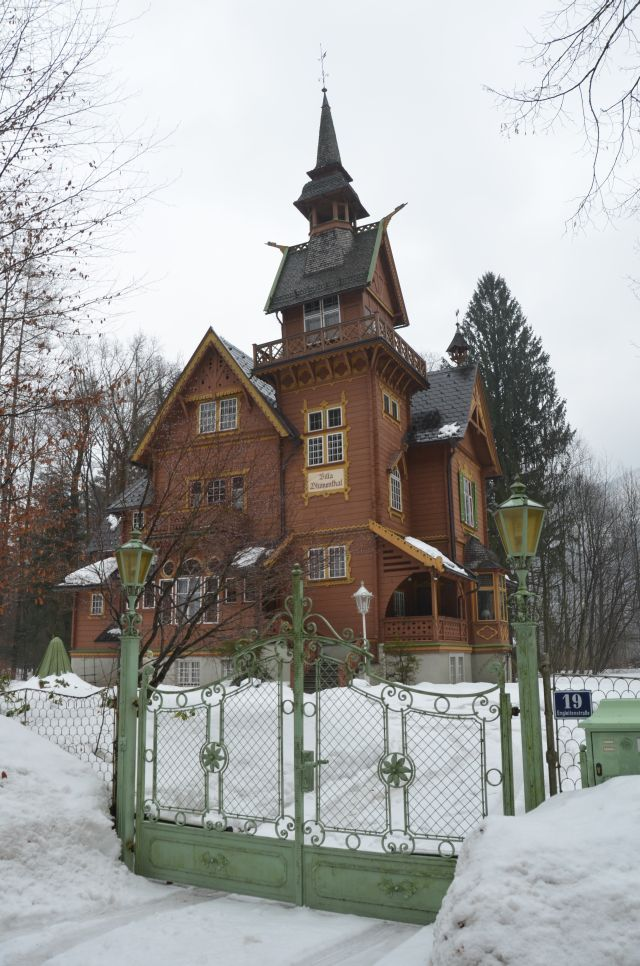
Villa Blumenthal

Die Villa Blumenthal in Bad Ischl (Oberösterreich) gilt als eines der ersten Fertighäuser in Holztafelbauweise.
Die Fertigteil-Villa in Formen des Historismus wurde nach einem Entwurf des Architekten Johannes Lange von der Wolgaster Actien-Gesellschaft für Holzbearbeitung aus pitch pine, dem besonders witterungsfesten und alterungsbeständigen Holz der nordamerikanischen Pechkiefer, gebaut. Das Haus hat ein Schindeldach sowie Veranden und Fenster mit geschnitzten Verzierungen.
Das Gebäude wurde 1890 vom Architekten Johannes Lange in Berlin gebaut. Für die Weltausstellung 1893 in Chicago wurde die Villa zerlegt, um sie in Chicago wieder aufzubauen und auszustellen. Zu den Besuchern der Weltausstellung gehörte auch der Dramatiker Oskar Blumenthal, dem das Haus so gut gefiel, dass er es kaufte und nach Ende der Ausstellung – wieder in seine Einzelteile zerlegt – nach Bad Ischl verfrachten ließ, um es dort am Soleweg zwischen Hallstatt und Bad Ischl bei Engleithen wiedererrichten zu lassen.
In der Villa schrieb Blumenthal 1896 zusammen mit Gustav Kadelburg das Lustspiel „Im Weißen Rössl“, das als Vorlage für die 1930 uraufgeführte und später mehrfach verfilmte Operette „Im weißen Rößl“ diente.
Von 1946 bis zu seinem Tod 1973 lebte der Künstler Alfred Wilhelm Brandel (1889–1973, * in Budapest) in der Villa.
Nach einigen Jahren des Niederganges wurde die Villa Anfang der 1980er Jahre renoviert und für eine ganzjährige Nutzung winterfest gemacht. Nach 37 Jahren verkaufte der Autor und Gründer des Erotikverlages ÖKM, Peter Janisch (* 1942), im Jahr 2018 die Villa an den gebürtigen Ischler Musikverleger Alexander de Goederen.